# 전라남도곡성교육지원청
전라남도곡성교육지원청(全羅南道谷城敎育支援廳, Gokseong Office of Education)은 전라남도 곡성군을 관할하는 전라남도교육청 산하의 교육지원청이다.
교육장은 장학관으로 보한다.
단, 중학교, 고등학교는 모두 남녀공학이다.

## 산하 기관

### 유치원
| - 곡성유치원 |

### 초등학교
| - 고달초등학교 - 곡성중앙초등학교 | - 삼기초등학교 - 석곡초등학교 | - 오산초등학교 - 옥과초등학교 | - 입면초등학교 - 죽곡초등학교 |

### 중학교
| - 곡성중학교 - 석곡중학교 - 옥과중학교 |

### 고등학교
| - 곡성고등학교 - 전남조리과학고등학교 - 한울고등학교 - 옥과고등학교 |